# Henning Karlson
Henning Karlson, född 4 maj 1880, död 10 november 1944, var en svensk kommunalman.
Efter filosofie kandidatexamen tjänstgjorde Karlson vid olika statliga verk och var aktuarie i Stockholms stads statistiska kontor 1909-1918. Från 1918 var Karlson en av de ledande krafterna i Svenska stadsförbundet, vars direktör han blev 1927.